# Wayne (Ohio)
Wayne es una villa ubicada en el condado de Wood en el estado estadounidense de Ohio. En el Censo de 2010 tenía una población de 887 habitantes y una densidad poblacional de 1.063,58 personas por km².

## Geografía
Wayne se encuentra ubicada en las coordenadas 41°18′4″N 83°28′18″O / 41.30111, -83.47167. Según la Oficina del Censo de los Estados Unidos, Wayne tiene una superficie total de 0.83 km², de la cual 0.83 km² corresponden a tierra firme y (0%) 0 km² es agua.

## Demografía
Según el censo de 2010, había 887 personas residiendo en Wayne. La densidad de población era de 1.063,58 hab./km². De los 887 habitantes, Wayne estaba compuesto por el 94.48% blancos, el 0.23% eran afroamericanos, el 0.23% eran amerindios, el 0% eran asiáticos, el 0% eran isleños del Pacífico, el 2.48% eran de otras razas y el 2.59% pertenecían a dos o más razas. Del total de la población el 5.98% eran hispanos o latinos de cualquier raza.